# Donkey Kong Country 3: Dixie Kong's Double Trouble!
Donkey Kong Country 3: Dixie Kong's Double Trouble! er et computerspil, der blev udgivet i 1996 til Super Nintendo Entertainment System. Donkey Kong Country 3 blev udviklet af Rare. Spillet bygger på historien om Donkey Kong og hans venner fra de tidligere spil Donkey Kong Country og Donkey Kong Country 2: Diddy Kong's Quest. I spillets kontrol enten Dixie Kong eller det nye tegn Kiddy Kong gennem spillets alle verdener for at redde Donkey Kong og Diddy Kong.